# Michael von Prag
Michael von Prag OCart (lateinisch Michael Pragensis, auch Michael de Praga; tschechisch Michal Pražský; † 27. September 1401) war Prior der Kartausen Prag, Aggsbach und Geirach (slowenisch Jurklošter) in der Untersteiermark (jetzt Slowenien) sowie Visitator der oberdeutschen Ordensprovinz. Bekannt wurde er als Verfasser mehrerer lateinischer Schriften.

## Leben
Michaels (deutsche, vielleicht auch tschechische oder polnische) Herkunft und sein Geburtsjahr sind nicht bekannt. Erstmals erwähnt ist er für das Jahr 1356 als Prior der Prager Kartause „Mariengarten“, wo er 1382 als Vikar belegt ist. Zugleich war er zweiter Visitator der oberdeutschen Ordensprovinz. Von 1385 bis 1387 war er Prior der Kartause Aggsbach. 1387 vollendete er in Prag sein bekanntestes Werk, den sogenannten Fürstenspiegel. Dieser ist in Form eines Dialogs verfasst und dem Pfalzgrafen und späteren römisch-deutschen König Ruprecht III. aus dem Hause Wittelsbach gewidmet. Irrtümlicherweise wurde das Werk dem Matthäus von Krakau zugeschrieben.
Ab 1391 war Michael erster Visitator der oberdeutschen Ordensprovinz und Prior der Kartause „Domus Vallis sancti Maurittii“ in Geirach. Dort starb er am 27. September 1401.

## Werke
- 1386: Remediarium abiecti prioris (seinem Vorgänger in der Kartause Aggsbach gewidmet)
- 1387: De quatuor virtutibus cardinalibus pro erudicione principum (auch bekannt als De regimine principum, Fürstenspiegel; geschichtsquellen.de)
- zwischen 1387 und 1391: Dialogus de custodia virginitatis